# Les Genettes
Les Genettes é uma comuna francesa na região administrativa da Normandia, no departamento Orne. Estende-se por uma área de 6,73 km². Em 2010 a comuna tinha 200 habitantes (densidade: 29,7 hab./km²).